# HTTP 302
HTTP kod 302 Found je uobičajan način preusmeravanja.
HTTP odgovor sa ovim statusnim kodom će dodatno obezbediti URL adresu u zaglavlju lokacije. Korisnički agent (npr. veb pretraživač) će na osnovu poziva ovog koda napraviti drugi, inače identičan zahtev sa novim URL-om određenim u adresnom polju. HTTP/1.0 specifikacija ( 1945) definiše i opisuje ovaj kod frazom "privremeno preseljen".
Veliki broj internet pretraživača krši ovaj standard, menjajući tip zahteva od novog zahteva ka GET zahtevima, bez obzira na vrstu prvobitnog, originalnog zahteva. Iz tog razloga je HTTP/1.1 ( 2616) dodao nove statusne kodove 303 i 307. Kod 303 da propiše promenu vrste zahteva na GET zahtev, a kod 307 za očuvanje tipa zahteva kao prvobitno poslatog. Uprkos uvođenju novih kodova, statusni kod 302 se i dalje koristi u veb okvirima, da se očuva kompaktibilnost sa internet pretraživačima koji ne koriste HTTP/1.1 standard.

## Primer
Klijentov zahtev:
```
GET /index.html HTTP/1.1
Host: www.example.com

```

Odgovor servera:
```
HTTP/1.1 302 Found
Location: http://www.iana.org/domains/example/

```

## Spoljašnje veze
- 2616 (HTTP 1.1)
- 1945 (HTTP 1.0)